# Världshandelsorganisationen
Världshandelsorganisationen (förkortas WTO från engelskans World Trade Organization) är en internationell organisation skapad med syfte att övervaka och liberalisera internationell handel. Organisationen är en produkt av Uruguayrundan och upprättades officiellt den 1 januari 1995, genom Marrakechavtalet, och övertog och inkluderade då General Agreement on Tariffs and Trade-avtalet (GATT) från 1947.

## Verksamhet
Världshandelsorganisationen arbetar med reglering av handel mellan deltagarländerna. Detta sker genom att organisationen tillhandahåller en struktur för förhandlingar och formalisering av handelsöverenskommelser, samt processer för konfliktlösning vilka har som mål att upprätthålla medlemsländernas följsamhet till de WTO-avtal som har blivit underskrivna av representanter för medlemsregeringarna och ratificerade av deras parlament.
De flesta av de frågor som WTO fokuserar på härrör från tidigare handelsförhandlingar, särskilt från Uruguayrundan (1986–1994). Organisationen strävar i nuläget efter att hålla fast vid de handelsförhandlingar som går under namnet Doharundan, vilka påbörjades 2001 för att öka delaktigheten från fattigare länder, vilka representerar majoriteten av världens befolkning. Förhandlingarna har dock haft problem med att få deltagarna att enas om jordbruksfrågor och framtiden för Doharundan är osäker.
År 2007 representerade WTO mer än 95 procent av den totala världshandeln.
Världshandelsorganisationen ska inte förväxlas med Förenta nationernas kommission för internationell handelsrätt (UNCITRAL), den senare är ett FN-organ som arbetar med att harmonisera den lagstiftning som tillämpas på privata rättssubjekt i olika stater.

## Medlemmar
Världshandelsorganisationen har 164 medlemsstater, sedan Afghanistan blev WTO:s 164:e medlemsstat den 29 juli 2016.
Alla EU-länder är medlemmar, men låter Europeiska kommissionen föra sin talan i WTO eftersom EU:s medlemsländer har en gemensam handelspolitik.

### Varken medlemmar eller observatörer
Följande är medlemmar i FN men är varken medlem eller observatörer i WTO.
| - Eritrea - Kiribati - Marshallöarna - Mikronesiens federerade stater | - Monaco - Nauru - Nordkorea - Palau | - San Marino - Sydsudan | - Turkmenistan - Tuvalu |

## Avtal
Organisationen har tre huvudavtal: 
- GATT (General Agreement on Tariffs and Trade) som reglerar varuhandel mellan länder,
- GATS (General Agreement on Trade in Services) som reglerar handel med tjänster över landgränser,
- TRIPS (Trade Related Aspects of Intellectual Property Rights) som innehåller regler om bland annat upphovsrättsskydd och patent.

Utöver dessa avtal finns ett 50-tal avtal inom olika områden. Ett viktigt avtal är jordbruksavtalet AoA (Agreement on Agriculture) som behandlar tullar, subventioner och medlemsstaternas interna stöd till jordbrukssektorn. Avtalen är multilaterala och WTO:s medlemsstater förbinder sig i samband med inträde i organisationen att respektera reglerna i dessa avtal. Ett tvistlösningssystem finns etablerat för de fall där parterna inte är överens om hur avtalen ska tolkas.
År 2001 påbörjades förhandlingar om förändringar och förbättringar i Världshandelsorganisationens handelsavtal men bröt senare samman. Förhandlingarna går under beteckningen ”Doha Development Agenda” (Doharundan). Tidigare förhandlingsomgångar kallas Kennedyrundan (1964–1967), Tokyorundan (1973–1979) och Uruguayrundan (1986–1994); dessa ledde till skapande av avtalen och liberaliseringar i världshandeln – särskilt i form av tullsänkningar medlemmarna emellan. Kennedyrundan handlade endast om varuhandel inom ramen för GATT. I Tokyo- respektive Uruguayrundan behandlades även tjänster och intellektuella rättigheter.
| GATT- och WTO-avtalsrundor | GATT- och WTO-avtalsrundor | GATT- och WTO-avtalsrundor | GATT- och WTO-avtalsrundor | GATT- och WTO-avtalsrundor                                                                                         | GATT- och WTO-avtalsrundor |
| Namn                       | Start                      | Längd                      | Länder                     | Ämnen | Uppnått |
| -------------------------- | -------------------------- | -------------------------- | -------------------------- | --- | --- |
| Genève                     | April 1947                 | 7 månader                  | 23                         | Tullavgift | Undertecknande av GATT, 45.000 tullkoncessioner påverkar $10 miljarder handel |
| Annecy                     | April 1949                 | 5 månader                  | 13                         | Tullavgift | Länder utbytte cirka 5000 tullkoncessioner |
| Torquay                    | September 1950             | 8 månader                  | 38                         | Tullavgift | Länder utbytte cirka 8700 tullkoncessioner, skära ner 1948 tullnivåerna med 25% |
| Genève II                  | Januari 1956               | 5 månader                  | 26                         | Tullavgift, Japans medlemskap                                                                                      | $ 2,5 miljarder tullsänkningar |
| Dillon                     | September 1960             | 11 månader                 | 26                         | Tullavgift | Tullmedgivanden värda $4,9 miljarder av världshandeln |
| Kennedy                    | Maj 1964                   | 37 månader                 | 62                         | Tullavgift, Antidumpning                                                                                           | Tullmedgivanden värda $40 miljarder av världshandeln |
| Tokyo                      | September 1973             | 74 månader                 | 102                        | Tullavgift, tull hantering, ramverks avtal                                                                         | Tullmedgivanden värda mer än $300 miljarder av världshandeln |
| Uruguay                    | September 1986             | 87 månader                 | 123                        | Tullavgift, tull hantering, regler, tjänster, immaterialrätt, tvistlösning, textilier, jordbruk, skapandet av WTO. | Denna runda ledde till skapandet av WTO, och utökade utbudet av handelsförhandlingar, vilket leder till stora minskningar av tullavgifter (ca 40%) och jordbruksstödet, ett avtal som tillåter full tillgång till 'textilier' och kläder från utvecklings länder, och en förlängning av immateriella rättigheter. |
| Doha                       | November 2001              | ?                          | 159                        | Tullavgift, tull hantering, jordbruk, arbetsvillkor, miljö, konkurrens, investeringar, transparens, patent.        | Denna runda har ännu inte avslutats. Bali Package undertecknades den 7 dec 2013. |

## Generaldirektör WTO
Processen för att bli tillsatt som WTO:s generaldirektör publicerades januari 2003. Utöver generaldirektören så finns det fyra vice direktörer. Sedan 1 oktober 2013 är Roberto Azevedo och Yi Xiaozhun i Kina, Karl-Ernst Brauner i Tyskland, Yonov Frederick Agah i Nigeria och David Shark i USA är de fyra biträdande generaldirektörerna.

### Lista på Generaldirektör WTO
Källa:
- Ngozi Okonjo-Iweala, mars 2021–
- Roberto Azevedo, 2013–2020
- Pascal Lamy, 2005–2013
- Supachai Panitchpakdi, 2002–2005
- Mike Moore, 1999–2002
- Renato Ruggiero, 1995–1999
- Peter Sutherland, 1995

(Generaldirektörer för den tidigare organisationen GATT):
- Peter Sutherland, 1993–1995
- Arthur Dunkel, 1980–1993
- Olivier Long, 1968–1980
- Eric Wyndham White, 1948–1968